# Bulbophyllum arianeae
Bulbophyllum arianeae é uma espécie de orquídea (família Orchidaceae) pertencente ao gênero Bulbophyllum. Foi descrita por Claudio Nicoletti de Fraga e E.C.Smidt em 2004.